# ضوء الزلزال
ضوء الزلزال (EQL) هو ظاهرة جوّية مضيئة، أُفيد بظهورها في السماء في مناطق الإجهاد التكتوني أو النشاط الزلزالي أو الثورانات البركانية أو قربها. يشير المشكّكون إلى سوء فهم هذه الظاهرة ويعتقدون بأنه يمكن تفسير المشاهدات المُبلغ عنها بشكل أرضي.

## المظهر الخارجي
أُبلغ عن أول ضوء زلزالي عند حدوث زلزال سانريكو في عام 869، إذ وُصفت الظاهرة على أنها «أضواء غريبة في السماء» في نص «التاريخ الحقيقي لعهود اليابان الثلاثة». أُبلغ عن ظهور الأضواء خلال الزلازل، وتوجد بعض التقارير التي تُفيد بظهور الأضواء قبل الزلازل أو بعدها مثل تقارير زلزال كالابانا في عام 1975. أُبلغ عن ظهور أشكال مشابهة لتلك التي تظهر في الشفق القطبي إذ كان لونها أبيض مع تدرّج أزرق، وأُبلغ أحياناً عن وجود طيف ألوان أوسع. قيل إن هذا الضياء بقي مرئياً لعدّة ثوانٍ، وفي بعض الحالات قيل إنه استمر لعشرات الدقائق. تتعدد الروايات المتعلّقة ببعد مسافة الرؤية عن مركز الزلزال، إذ أُبلغ عن رؤية الأضواء على بعد 70 ميلاً (110 كم) من مركز الزلزال خلال حدوث زلزال إيدو في عام 1930. وأُبلغ أيضاً عن رؤية أضواء الزلزال في تيانشوي في قشانو على بعد ما يقارب 400 كم (250 ميلًا) إلى الشمال الشرقي من مركز الزلزال السطحي الذي ضرب سيتشوان في عام 2008.
شوهدت أضواء ملوّنة في السماء طول فترة حدوث زلزال كوليما في المكسيك في عام 2003. شوهدت أيضاً أضواء زلزال بيرو في السماء فوق البحر خلال عام 2007، إذ صوّر العديد من الناس هذه الظاهرة. لوحظت هذه الظاهرة وصُوّرت خلال زلزالي لاكويلا في عام 2009 وتشيلي في عام 2010. سُجّلت هذه الأضواء أيضاً على أشرطة الفيديو خلال ثوران بركان ساكوراجيما لعام 2011 في اليابان. أُبلغ عن هذه الظاهرة أيضاً أثناء حدوث زلزال أموري في نيوزيلندا في 1 سبتمبر من عام 1888، إذ شوهدت الأضواء في صباح الأول والثامن من سبتمبر في ريفتون.
أما عن المشاهدات الجديدة لهذه الظاهرة، سُجّل على أشرطة الفيديو ظهور الأضواء في كلّ من مقاطعة سونوما في ولاية كاليفورنيا في 24 أغسطس من عام 2014، وفي ولنجتون في نيوزيلندا في 14 نوفمبر من عام 2006 حيث شوهدت ومضات زرقاء شبيهة بالبرق ليلاً في السماء. وفي 8 سبتمبر من عام 2017، أبلغ العديد من الأشخاص عن رؤية مشاهد مشابهة في مكسيكو سيتي بعد حدوث أحد الزلازل الذي بلغت قوّته 8.2 على مقياس ريختر، وذلك على بعد 460 ميلاً (740 كم) من مركز الزلزال بالقرب من بيجيجابان في ولاية تشياباس.
تبيّن أن ظهور ضوء الزلازل يترافق مع حدوث الزلازل ذات الشدة الكبيرة، أي 5 درجات أو أكثر على مقياس ريختر. أُبلغ أيضاً عن ظهور أضواء صفراء على شكل كرات قبل حدوث بعض الزلازل.

## الأنواع
تُصنّف أضواء الزلازل في مجموعتين بناءً على توقيت ظهورها؛ (1) أضواء ما قبل حدوث الزلازل التي تظهر قبل الزلزال بثوانٍ أو بأسابيع وغالباً ما تظهر قريباً من مركز الزلزال، (2) أضواء متزامنة مع الزلازل التي تظهر إما بالقرب من مركز الزلزال (الإجهاد الناجم عن الزلزال) أو على مسافات بعيدة عن مركز الزلزال أثناء مرور الرتل الموجي الزلزالي وخصوصاً أثناء مرور موجات S (الإجهاد الناجم عن الموجات).
نادراً ما تظهر أضواء الزلازل أثناء الهزات اللاحقة ذات القوّة المنخفضة.

## تفسيرات محتملة
لا تزال البحوث المتعلّقة بأضواء الزلازل مستمرّة، إذ اقتُرحت العديد من الآليات. وتُعتبر الثقوب الإيجابية إحدى هذه النماذج.
ترى بعض النماذج أن ظهور أضواء الزلازل معتمد على تأين الأكسجين إلى أيونات الأكسجين من خلال كسر روابط البيروكسي في بعض أنواع الصخور (الدولوميت واليروليت الخ) بسبب الضغط العالي قبل حدوث الزلزال وخلاله. تنتقل الأيونات بعد التأين عبر الشقوق في الصخور، لتقوم بتأيين بعض الجيوب الهوائية بمجرد وصولها إلى الغلاف الجوي قبل أن تشكّل بلازما باعثة للضوء. أثبتت التجارب المخبرية تأين بعض الصخور للأكسجين عند تعرّضها لمستويات عالية من الإجهاد. تشير الأبحاث إلى ارتباط زاوية التصدّع باحتمالية خلق ضوء الزلازل مع ظهور تصدّعات شبه عمودية في البيئات المتصدّعة التي غالباً ما يظهر فيها ضوء الزلازل.
تتعلّق إحدى الفرضيات بالمجالات الكهربائية المكثّفة المولَّدة من خلال الكهرباء الانضغاطية للحركات التكتونية في الصخور التي تحتوي على صخور المرو (كوارتز).
تتعلّق إحدى التفسيرات المحتملة بالانقطاع المحلّي للمجال المغناطيسي للأرض و/أو الغلاف الجوي المتأين في منطقة الإجهاد التكتوني، مما يسفر عن التأثير الضوئي المرصود إما من خلال إعادة التركيب الإشعاعي الأيونوسفيري في الارتفاعات المنخفضة وعند ارتفاع الضغط الجوي، أو على شكل شفق قطبي. ومع ذلك، تبيّن أن التأثير غير واضح أو ملحوظ في جميع الزلازل، ولم يُتحقّق منه تجريبياً بشكل مباشر.
قُدّمت بعض الأبحاث ذات التفسيرات المحتملة لسبب ظهور الأضواء الساطعة خلال حدوث الزلازل في اجتماع الجمعية الفيزيائية الأمريكية في مارس من عام 2014. اقترحت الأبحاث أن توليد الجهد مرتبط بفرك طبقتين من المادة ذاتها مع بعضهما البعض. أجرى الباحث والبروفيسور من جامعة روتجرز تروي شينبروت بعض التجارب المخبرية المحاكية للزلازل باستخدام أنواع مختلفة من الحبوب لمحاكاة قشرة الأرض. «يُقاس ارتفاع جهد التيار الإيجابي عندما تنقسم الحبوب، أما ارتفاع جهد التيار السلبي فيقاس عند انغلاق الحبوب». يسمح الشقّ للجهد بالتصريف في الهواء، ما يؤدي إلى شحن الهواء بالكهرباء وتوليد ضوء كهربائي ساطع. وفقاً لبعض الأبحاث المتقدّمة، يُولّد جهد التيار في كل مرة ومع استخدام أي مادة. لم يُعرف سبب حدوث هذا الأمر، إلا أن البروفيسور شينبروت أعزى الضوء إلى ظاهرة تسمّى باللمعان الاحتكاكي. يأمل الباحثون إلى معرفة خبايا هذه الظاهرة التي ستسمح لعلماء الزلازل بالتنبؤ بحدوث الزلازل بشكل أفضل.

## النقد
وفقاً لبرايم دونينج، يجب على الباحثين أن يشعروا بالقلق لعدم توفّر «مشاهدات مؤكدة» موثوقة حول أضواء الزلازل. ينذر عدم ثبات هذه الظاهرة وتوقيت ومكان حدوثها بالخطر. من المرجّح بأنه «لا توجد أي ظاهرة واحدة معروفة ومثبتة». ومع ذلك، انتشر عدد كبير من مقاطع الفيديو منذ ظهور مواقع مثل يوتيوب، إذ تدّعي هذه الفيديوهات احتواءها على هذه الظاهرة على الرغم من عدم وجود أي تفسير ثابت للأمر، ومن الأمثلة على ذلك زلزال المكسيك لعام 2017. هناك أيضاً «هناك عدد كبير من النصوص إلا أنها لا تكاد تتفق على شيء واحد. أنا مضطر إلى التساؤل حول عدد الباحثين المتحمّسين والمدركين لحتمية هايمان القاطعة التي تقول: «لا تحاول شرح أي شيء حتّى تتأكد من وجود أمر يفسّره». يشير دونينج في استنتاجه الأخير إلى ضرورة التشكيك في مزاعم ظهور ضوء الزلازل إلى أن تتوافر «أدلّة مناسبة معلّقة».